# Kazimierz Mikołajewicz
Kazimierz Mikołajewicz (ur. 5 grudnia 1960 w Budzyniu) – polski piłkarz, występujący na pozycji napastnika.

## Życiorys
Wychowanek Kłosa Budzyń, skąd przeszedł do Zagłębia Lubin. W lubińskim klubie występował do 1981 roku, po czym został piłkarzem Śląska Wrocław. W 1987 roku zdobył ze Śląskiem Puchar Polski. W barwach klubu występował do końca 1988 roku, rozgrywając 114 spotkań w I lidze i zdobywając 19 goli. Na początku 1989 roku zakończył karierę.

## Statystyki ligowe
| Sezon         | Klub          | Liga   | Mecze | Gole |
| ------------- | ------------- | ------ | ----- | ---- |
| 1981/1982 (w) | Śląsk Wrocław | I liga | 1     | 0    |
| 1982/1983     | Śląsk Wrocław | I liga | 10    | 1    |
| 1983/1984     | Śląsk Wrocław | I liga | 22    | 8    |
| 1984/1985     | Śląsk Wrocław | I liga | 24    | 3    |
| 1985/1986     | Śląsk Wrocław | I liga | 16    | 1    |
| 1986/1987     | Śląsk Wrocław | I liga | 17    | 3    |
| 1987/1988     | Śląsk Wrocław | I liga | 18    | 3    |
| 1988/1989 (j) | Śląsk Wrocław | I liga | 6     | 0    |